# 地菍
地菍（学名：Melastoma dodecandrum）是野牡丹科野牡丹属的植物。分布在越南以及中国大陆的广东、福建、江西、贵州、浙江、湖南、广西等地，生长于海拔1,250米的地区，多生在山坡矮草丛中，目前尚未由人工引种栽培。

## 别名
铺地锦（岭南采药录），山地菍（生草药性备要），紫茄子、山辣茄（浙江），库卢子（江西），土茄子、地蒲根（湖南），地脚菍（广东），地樱子、地枇杷（广西）

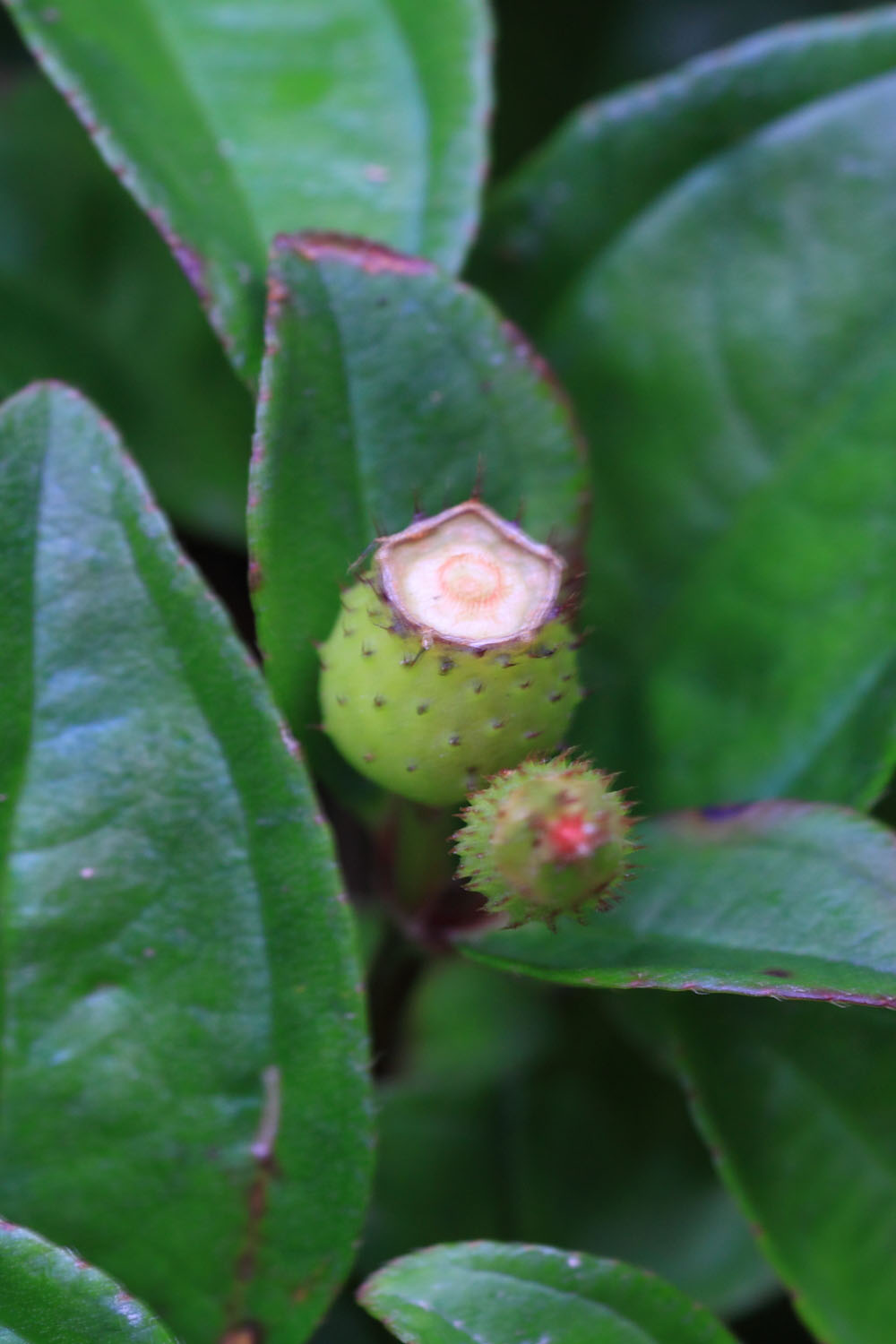
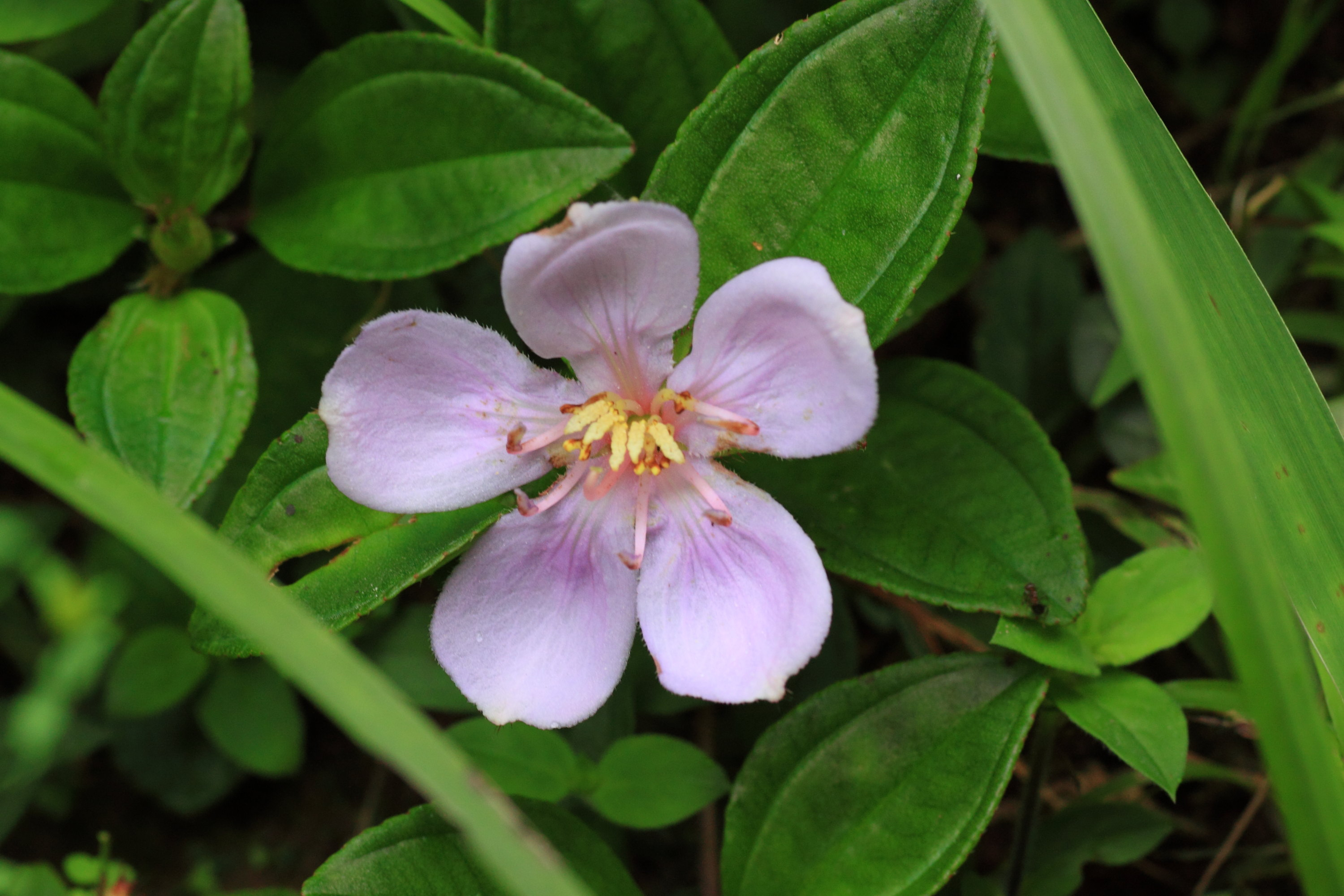
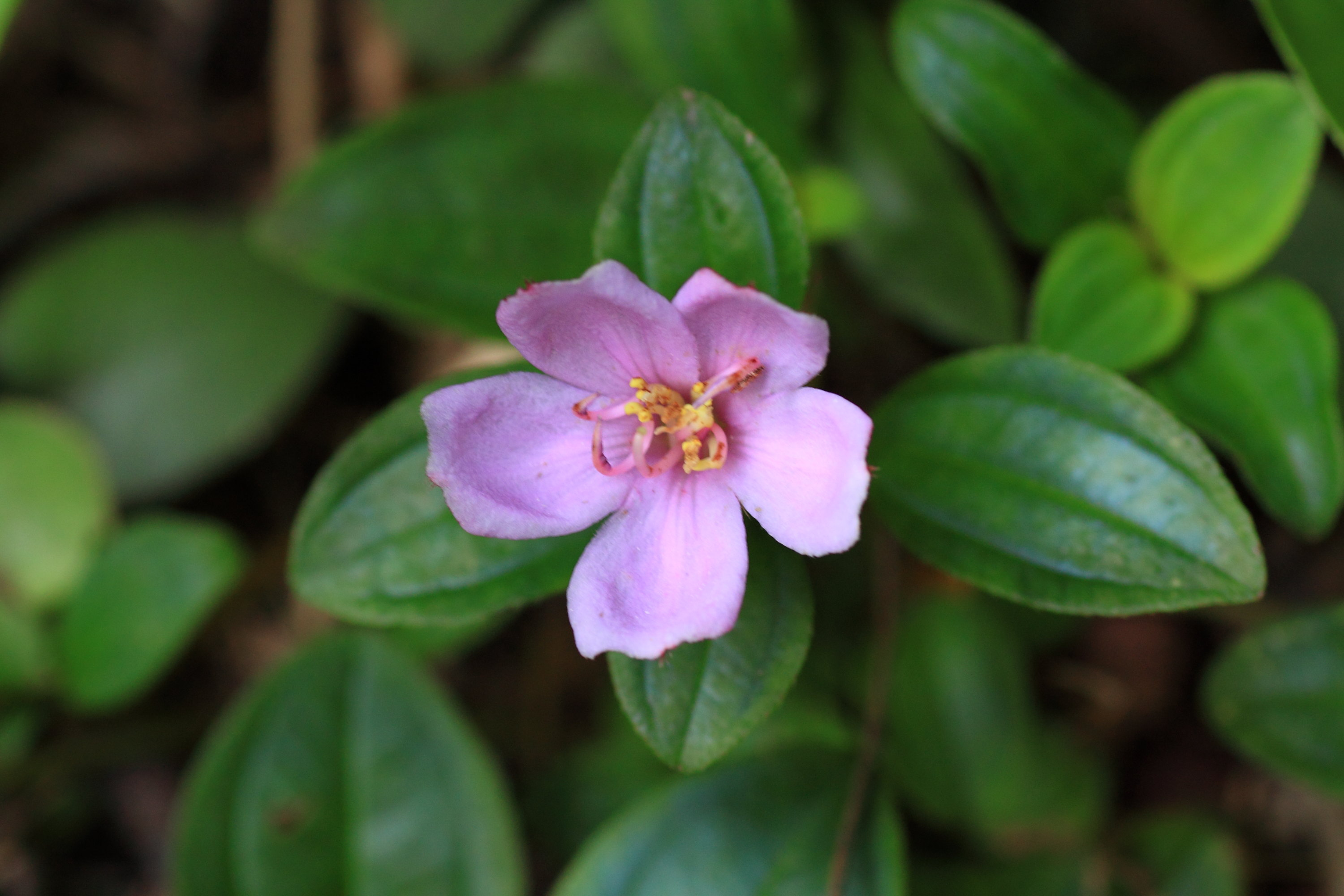
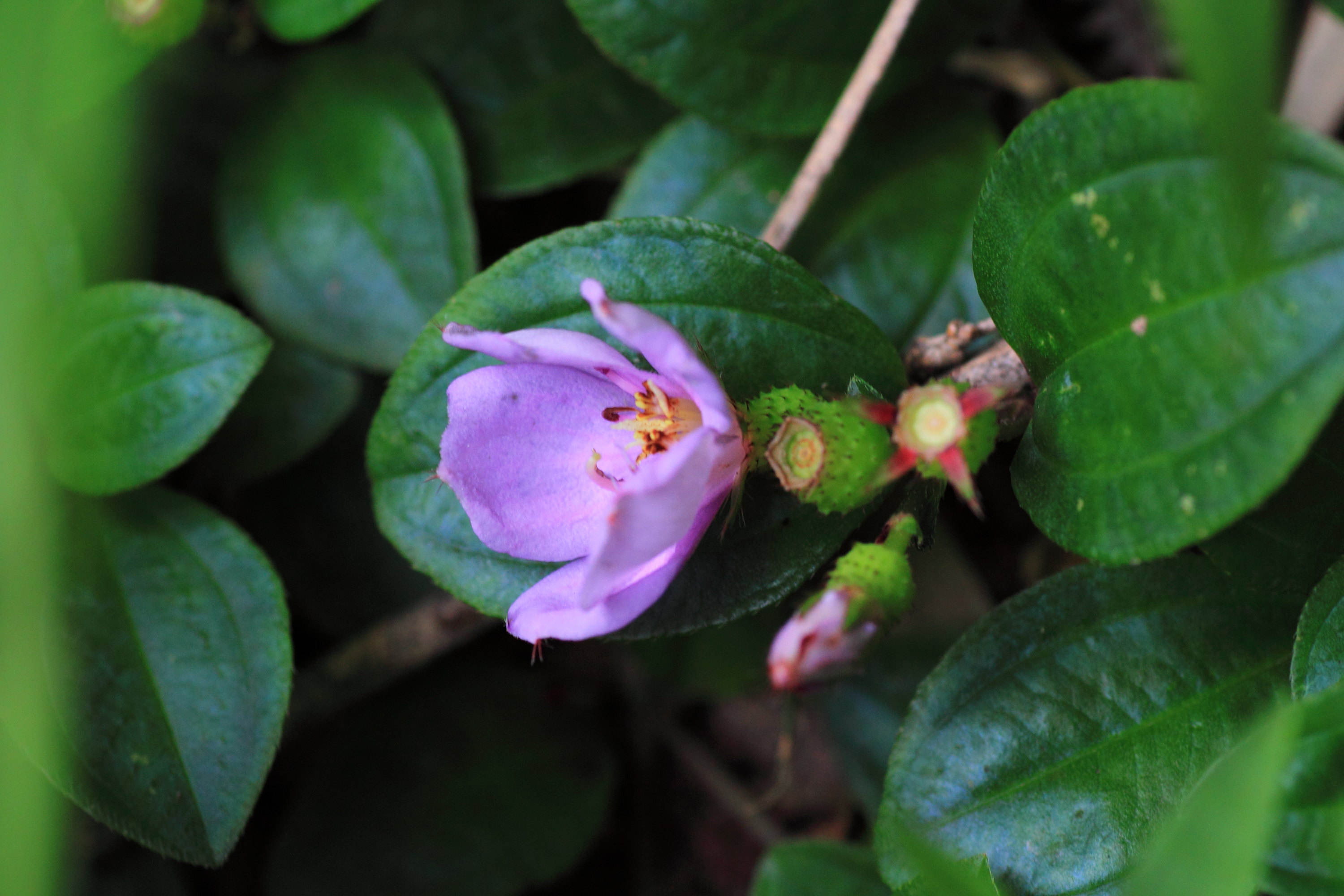